# Kardigudda, Devadurga
Kardigudda là một làng thuộc tehsil Devadurga, huyện Raichur, bang Karnataka, Ấn Độ.